# Canal 8 (Honduras)
Canal 8, conosciuto in passato come Televisión Nacional de Honduras (TNH), è il canale televisivo pubblico dell'Honduras. Trasmette dalla capitale Tegucigalpa e da Comayagüela in spagnolo. Offre una programmazione generalista tanto locale quanto straniera con una forte attenzione alla politica.
È gestito dalla Direzione Nazionale della Radio e della Televisione, facente parte del Ministero della Cultura e delle Telecomunicazioni.

## Storia
La creazione di un primo canale televisivo in Honduras fu concepita alla fine degli anni cinquanta, quando il Paese era governato da una giunta militare.
Nel 1960 lo Stato decise di fondare il primo canale con il nome di "Tele Nacional", fornendo a livello nazionale un servizio di informazione, comunicazione e intrattenimento.
Nel corso del tempo cambiò nome varie volte, tra cui "TVN – 8",  "Cadena 1", "Primera Cadena" e "TNH – 8".
Il 20 agosto 2008 è stato rilanciato come "Canal 8".